# Municipio de Upper Hanover
El municipio de Upper Hanover  (en inglés: Upper Hanover Township) es un municipio ubicado en el condado de Montgomery en el estado estadounidense de Pensilvania. En el año 2000 tenía una población de 4.885 habitantes y una densidad poblacional de 93,3 personas por km².

## Geografía
El municipio de Upper Hanover se encuentra ubicado en las coordenadas 40°22′00″N 75°29′35″O / 40.36667, -75.49306.

## Demografía
Según la Oficina del Censo en 2000 los ingresos medios por hogar en la localidad eran de $65,018 y los ingresos medios por familia eran $69,410. Los hombres tenían unos ingresos medios de $40,584 frente a los $30,701 para las mujeres. La renta per cápita para la localidad era de $24,978. Alrededor del 3,4% de la población estaban por debajo del umbral de pobreza.